# 알마인드
알마인드(ALMind)는 이스트소프트가 개발한 마인드맵 프로그램이다.  Drawing Interface, 작업 정보 설정, 토픽 추가 설명 기능, MindManager나 Freemind, Xmind(<1.7버전부터) 로 제작한 파일 형식 불러오기도 지원한다. 또한 MS Office 파일 형식으로 저장도 지원하고 있다. 토니 부잔이 창시한 마인드맵 이론은 인간의 두뇌의 인지와 유사한 방식으로 생각 또는 아이디어를 중심 토픽을 두고 가지를 뻗어나가며 확장하는 방식으로, 학생 또는 일반인 개인의 일상과 사고력 확장뿐 아니라 업무, 교육에도 효율적으로 사용할 수 있다. 알마인드 Lite 버전은 개인뿐만 아니라 기업, 공공기관에서도 무료로 사용할 수 있으며, Pro 버전의 경우 구매 후 사용 가능하며, Lite 버전보다 다양한 기능(클립보드, PDF내보내기, 기타 부가 기능)을 제공하고 있다.